# All I Wanna Do (Sheryl Crow)
All I Wanna Do è una canzone della cantautrice statunitense Sheryl Crow, contenuta nel suo album d'esordio Tuesday Night Music Club del 1993.

Il testo è liberamente ispirato al poema Fun dello scrittore statunitense Wyn Cooper, di fatto uno degli autori del brano assieme a David Baerwald, Bill Bottrell, Kevin Gilbert e la stessa Sheryl Crow. Pubblicato come secondo singolo tratto dall'album, il brano ha raggiunto la posizione numero 2 della Billboard Hot 100, diventando uno dei singoli di maggior successo del 1994 e della carriera di Crow. Il singolo è stato inoltre certificato disco d'oro dalla RIAA con oltre 500 000 copie vendute.

## Il Singolo
All I Wanna Do, secondo titolo pubblicato negli Stati Uniti della cantante statunitense Sheryl Crow, venne immesso nel mercato discografico mondiale nel 1994. A differenza del precedente singolo, riscosse immediatamente (e inaspettatamente) il favore del pubblico: attestandosi al 2º posto della classifica Billboard Hot 100, al 4º posto della Official Singles Chart e al 1º posto in Canada, è da considerarsi una delle maggiori hit di successo degli anni novanta.

## Premi ottenuti
Grammy Awards
| Anno | Brano            | Categoria                         |
| ---- | ---------------- | --------------------------------- |
| 1995 | "All I Wanna Do" | Best Female Pop Vocal Performance |
| 1995 | "All I Wanna Do" | Record Of The Year                |

## Video
Del videoclip ufficiale di All I Wanna do, diretto da David Hogan, esiste anche una seconda versione caratterizzata dalla presenza di un bizzarro personaggio, Billy (interpretato da Gregory Sporleder). Per ragioni sconosciute tutte le sequenze raffiguranti l'individuo sono state rimosse e sostituite con ulteriori riprese e primi piani di Sheryl Crow. Tuttavia, in quello che sarebbe poi divenuto il video definitivo del pezzo, al minuto 1:03 è possibile notare la sua ombra riflessa su di un muro.
Grazie alla pubblicazione del cofanetto commemorativo Tuesday Night Music Club - Deluxe (Novembre 2009), è stato inoltre possibile visionare l'inedito videoclip promozionale realizzato nel 1993 dal noto regista statunitense Roman Coppola. Questo video, che dopo alcune scene in interni vede impegnata Sheryl Crow in una spericolata corsa fra le strade di Los Angeles a bordo di una poltrona, venne scartato dai vertici dell'A&M Records perché accusato di dare un'immagine eccessivamente sexy e spudorata dell'artista. Co-protagonista del video l'attore e regista statunitense Peter Berg, già presente nel video promozionale del brano Leaving Las Vegas.

## Tracce
Cd singolo FR
1. All I Wanna Do – 4:32
2. What I Can Do For You (Live) – 6:54

CD maxi singolo EU
1. All I Wanna Do – 4:32
2. I Shall Believe (Live in Nashville) – 5:53
3. What I Can Do For You (Live at the Borderline, London) – 6:57

CD maxi singolo UK 1
1. All I Wanna Do (remix) – 4:11
2. Solidify – 4:11
3. I'm Gonna Be a Wheel Someday – 3:37

CD maxi singolo UK 2
1. All I Wanna Do (live acoustic) – 4:30
2. Run Baby Run (live acoustic) – 5:31
3. Leaving Las Vegas (live acoustic) – 5:27

## Classifiche
Posizioni massime
| Classifica (1994-95)                      | Posizione massima |
| ----------------------------------------- | ----------------- |
| Australia (ARIA)                          | 1                 |
| Stati Uniti                               | 2                 |
| Stati Uniti (BillBoard Mainstream Top 40) | 1                 |
| Regno Unito                               | 4                 |
| Canada (RPM)                              | 1                 |

Classifica di fine anno
| Classifica 1994                 | Posizione |
| ------------------------------- | --------- |
| Stati Uniti (Billboard Hot 100) | 34        |
| Classifica 1995                 | Posizione |
| Stati Uniti (Billboard Hot 100) | 67        |